# Arleta (Los Ángeles)
Arleta es un distrito en el nordeste del Valle de San Fernando, sección de Los Ángeles, California.  Está rodeado por los distritos de Mission Hills y North Hills en el oeste, Sun Valley en el este, Pacoima en el sudeste, Panorama City en el sur, y la ciudad de San Fernando en el norte. Pertenece al Ayuntamiento del Distrito séptimo, representado por el concejal Álex Padilla.
Según el censo de 2000, hay 32.092 personas en Arleta. La población se distribuye de la siguiente manera en el distrito: 37.88% blancos, (13.39% blancos no latinos), 1.96% afroamericanos, 1.07% nativo americanos, 11.72% asiáticos, 0.16% del pacífico, 42.41% de otras razas, and 4.80% de dos o más razas. El 71.41% de la población es hispana o latina de cualquier raza.

## Enlaces
- Distrito 7

- Datos: Q2841135
- Multimedia: Arleta, Los Angeles / Q2841135

1. ↑  Zip Data Maps, código ZIP n.º 91331.